# Günther Brandt
'Günther Rudolf Wilhelm Brandt' (1 de outubro de 1898 - 4 de julho de 1973) foi um oficial alemão que serviu durante a Segunda Guerra Mundial. Foi condecorado com a Cruz de Cavaleiro da Cruz de Ferro. Ele também estava com uma unidade de comando alemã (Küstenjäger) dos Brandenburgers em 1943.
Depois da Primeira Guerra Mundial, Brandt juntou-se ao "Marinebrigade Ehrhardt" e lutou com os Freikorps na revolta espartacista da Revolução Alemã em Berlim e nos levantes de Silésia contra os poloneses e os silesianos poloneses da Alta Silésia. Em 1921 ingressou no Partido Nazista e esteve envolvido no assassinato do Ministro dos Negócios Estrangeiros Walther Rathenau em Junho de 1922. Foi condenado a quatro anos de prisão em 1925. Foi libertado cedo e estudou medicina de 1926 a 1932 em Kiel, Berlim e Munique.
Brandt também era um oficial da SS com a classificação final de Obersturmbannführer. Ele se juntou ao Partido Nazista com o número de membro #2.579.863 e #107.079 como membro da SS.

## Carreira

### Patentes
Korvettenkapitän

## Condecorações
- Cruz de Ferro (1914)
  - 2ª classe (8 de dezembro de 1917)
- Silesian Eagle 2ª classe (1 de outubro de 1919)
- Fecho da Cruz de Ferro (1939)
  - 2ª classe (9 de janeiro de 1940)
- Cruz de Ferro (1939)
  - 1ª classe (30 de agosto de 1940)
- Minesweeper War Badge (29 de outubro de 1940)
- Cruz alemã em Ouro em 26 de novembro de 1942 como  Korvettenkapitän  da Força de Reserva Militar na 12. U-Jagd-Flottille
- Cruz de Cavaleiro da Cruz de Ferro em 23 de dezembro de 1943 como  Korvettenkapitän  das Reservas e chefe do 21.U-Jagd-Flottille
- Distintivo de Ferido em Preto (9 de junho de 1944)